# حبيبة بلغيث
حبيبة بلغيث سباحة تونسية من مواليد 19 جانفي 2001. تحصلت على ميدالية فضية وثلاثة ميداليات برونزية في دورة الألعاب العربية 2023.

## مواضيع ذات صلة
- دورة الألعاب العربية 2023
- تونس في دورة الألعاب العربية 2023